# ألفرد شميت (رسام)
ألفرد شميت (بالدنماركية: Alfred Schmidt)‏ هو رسام ورسام توضيحي دنماركي، ولد في 3 مايو 1858 في هورسينس في الدنمارك، وتوفي في 4 أبريل 1938 في هليرب ‏ في الدنمارك.